# Oswald Bosko
Oswald Boska, auch Oswald Bouska, (* 23. Februar 1907 in Wien; † 18. September 1944 in Groß-Rosen) war ein österreichischer Gerechter unter den Völkern.
Der Wiener Polizist Oswald Bosko war Feldwebel der deutschen Polizei im Ghetto Krakau.
Ursprünglich Anhänger des Nationalsozialismus lehnte er die Verbrechen, deren Zeuge er wurde, innerlich stark ab. Er half Julius Madritsch und Raimund Titsch bei der Rettung jüdischer Ghettobewohner.
Kurz vor der Liquidierung des Ghettos von Krakau im März 1943 wurde von den Nationalsozialisten beschlossen, alle jüdischen Kinder aus dem Ghetto zu deportieren, um sie zu ermorden. Oswald Bosko half Madritsch dabei, hunderte Kinder aus dem Ghetto zu retten. Er fand Polen, die bereit waren, die Kinder vorübergehend aufzunehmen.
Nach der Liquidierung des Ghettos suchte Bouska nach den jüdischen Familien, die noch versteckt geblieben waren, und ermöglichte dadurch die Überführung in Madritschs Näherei. Danach organisierte er eine Rettungsaktion. Im Juli 1944 desertierte er. Die Gestapo suchte fieberhaft nach ihm. Nach einigen Monaten wurde er verhaftet, der Fahnenflucht und Rassenschande – er lebte mit einer Jüdin zusammen – bezichtigt.
„Er wurde am 21. August 1944 in Radziszow bei Skawina, Kreis Krakau, festgenommen und am 26. August 1944 vom SS- und Polizeigericht in Krakau wegen Kriegsverrates in Tateinheit mit Fahnenflucht im Felde und versuchter Urkundenfälschung sowie wegen militärischen Ungehorsams zum Tode verurteilt.“
Nach dem Prozess in Krakau wurde er schließlich ins KZ Groß Rosen – wo viele andere deutsche Deserteure saßen – gebracht und dort am 18. September 1944 erschossen.

## Rezeption
Zum Holocaust-Gedenktag im Jänner 2022 strahlte ORF 2 im Rahmen der Reihe Menschen & Mächte eine Dokumentation mit dem Titel Die drei Gerechten aus, welche das Wirken von Oswald Bosko, Julius Madritsch und Raimund Titsch schilderte.